# Nord Aviation CT20
O Nord Aviation CT20 foi um veículo aéreo não tripulado a jato, de origem francesa, introduzido em 1957. Construído pela Nord Aviation, seu único motor era um turbojato Turbomeca Marboré. Era conhecido por ser muito similar ao drone norte-americano Ryan Firebee. Este drone foi usado na pesquisa e desenvolvimento de toda a engenharia em torno dos mísseis ar-ar, e também no treino de pilotos e artilharia antiaérea.